# 岳南鉄道1100形電車
岳南鉄道1100形電車（がくなんてつどう1100がたでんしゃ）は、岳南鉄道に在籍していた電車である。
形態の異なる電動車群を1つの形式で呼称したものであり、実際には大別して3つのグループが存在していた。

## モハ1101 - 1106
両運転台の電動客車で、他社から譲受した既存の木造車などの台車・電装品を流用して車体を新製したものである。
1959年（昭和34年）から1962年（昭和37年）にかけて、日本車輌製造と汽車製造で製造（実際は改造扱い）された。

### 概要
日本車輌製造が1957年（昭和32年）ごろから私鉄向けにレディメイドで規格製作した、いわゆる「日車標準型」と呼ばれる車両の一例で、汽車製造も岳南鉄道向けにこれにならった同型車を製作した。窓配置はC3'-d2D6D2d。張り上げ屋根で、窓は上段Hゴム、下段上昇窓のいわゆる「バス窓」となっている。
1101・1103・1106の3両が日本車輌製造で、1102・1105の2両が汽車製造で製造された。なお1104は、忌み番号として欠番となった。このうち、1105の車体は外板をステンレス鋼としたセミステンレス車両であったのが特徴である。同車は汽車製造にとっての試作的車両であり、新製時の1960年（昭和35年）、国鉄技術研究所で行われたアジア鉄道首脳会議 (ECAFE) 鉄道関係展示会に出展された。
下回りは、台車・主電動機等は種車により異なるが、制御器は手動加速式のHL式単位スイッチ制御に統一されていた。これは、1971年（昭和46年）および1974年（昭和49年）に、日本国有鉄道から譲り受けた電空カム軸自動加速式制御器のCS5と交換されている。
車内は鋼製車の1101 - 1103の3両は床が木張り、セミステンレス車の1105はリノリウムであった。
岳南鉄道では1両のみで運用されることは少なく、通常、当形式または他形式の車両と2両（混雑時3両）編成で運用されることが多かった。

### 廃車とその後の動き

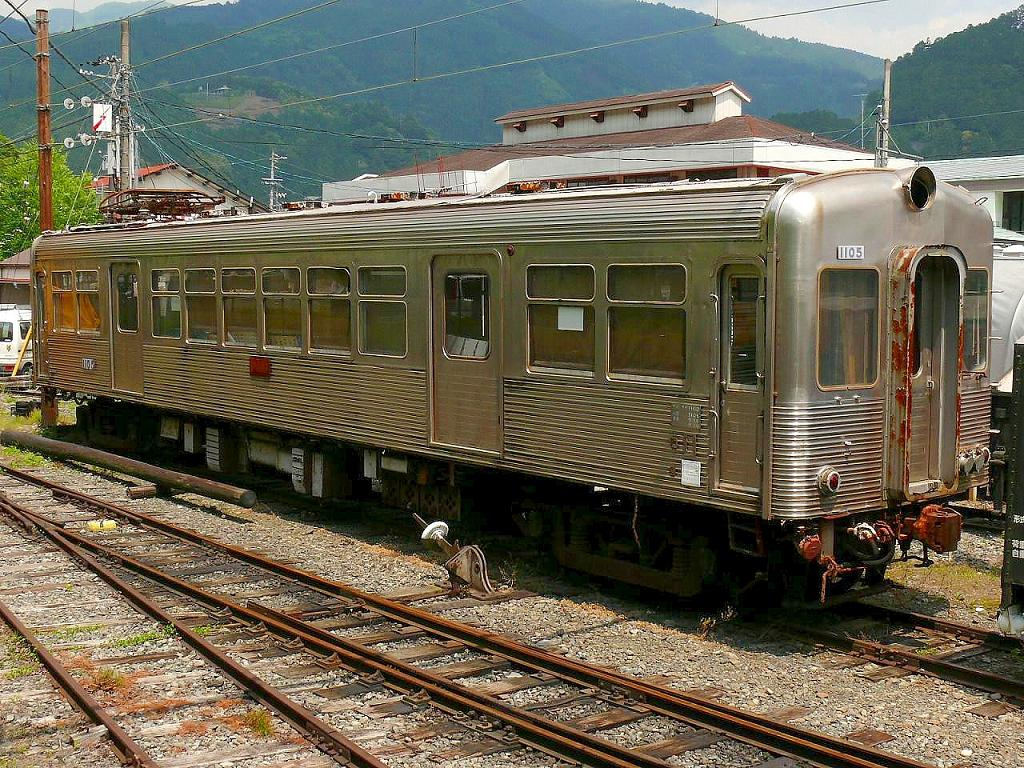
大井川鐵道モハ1105（廃車済）

1102が衝突事故により、1969年（昭和44年）に廃車となったほかは、1981年（昭和56年）に東急5000系電車 (初代)が入線した際に廃車となった。
このうち、1101・1103・1106の3両が近江鉄道に譲渡され、 モハ100形101 - 103となった。同社では、ワンマン運転化改造の上で単行用として使用されたが、1993年（平成5年）以降、名義上は220形への改造の種車となって廃形式となった。
一方、1105は大井川鉄道（現・大井川鐵道）に譲渡された。大井川鉄道では、車体の保守が容易であることや、珍しく単行型の電車だったことから重宝され、閑散時の単行運転、多客時の増結、短距離の区間運転、オープン客車の牽引など、様々な用途で使用された。しかし、足回りの急激な老朽化により、1996年（平成8年）に廃車された。廃車後はそのまま千頭駅で倉庫として使用されたが、2016年（平成28年）6月末、新金谷駅構外側線で解体された。

## モハ1107
元小田急電鉄1350形クハ1352(もしくはクハ1351)で、1927年（昭和2年）藤永田造船所製の小田原急行鉄道開業時に製造された(旧モハニ154→)デハ1304である。両運転台の電動客車に改造の上、1969年に入線した。
窓配置はF3'-d1.1D8D1.1dで、客用窓は一段下降式である。制御器は当初HLであったが、1974年にやはり、日本国有鉄道から譲り受けたCS5に交換している。
[1976年（昭和51年）に電装品を他車に譲り、片運転台の制御客車クハ2600形2602となったが、1979年（昭和54）にクハ1100形1107へ再度改番された。
廃車は1101 - 1106と同じ1981年である。車体は比奈駅構内で倉庫として使用されていたが、2011年（平成23年）7月に解体された。

## モハ1108
元小田急電鉄1600形デハ1607で、1942年（昭和17年）川崎車両製。1969年に入線した。この車両のみ片運転台で、小田急から同時に入線したクハ2106（元小田急クハ1659。1953年〈昭和28年〉東急車輛製造製）と2両固定編成で使用された。
窓配置はC3'-d1D4D4D2で、客用窓は2段式である。
制御装置は、この車両のみ自動加速式単位スイッチ制御のABF式である。廃車直前は、モハ1108-クハ2106-モハ1603（元小田急デハ1604。1942年川崎車両製、1972年入線）と3両編成で使用された。